# Arvid Trolle
För andra betydelser, se Arvid Trolle (olika betydelser).
Arvid Trolle, född i mitten av 1430-talet, död 20 februari 1505 i Åsums församling, Kristianstads län, var ett svenskt riksråd, lagman, riddare och hövitsman.

## Biografi
Arvid Trolle föddes i mitten av 1430-talet. Han var son till Birger Trolle den yngre och Kristina Knutsdotter (Aspenäsätten). Trolle arbetade som väpnare och var från 1463 till 1501 riksråd. Under stridigheterna i slutet av 1460-talet till början av 1480-talet stödde han Karl Knutsson (Bonde) och Sturarnas sida. Han blev 1469 hövitsman på Nyköping slott. Efter Karl Knutssons (Bonde) död hyllade han Sten Sture den äldre och deltog tillsammans med honom i slaget vid Brunkeberg 10 oktober 1471. Trolle var lagman i Östergötlands lagsaga 1470-1497 och miste efter brytningen med Sten Sture Nyköpings slottslän 1487. Han var 1493 hövitsman på Stäkeborgs slott och 1494 på Borgholms slott. Trolle var en av ledarna för upproret mot Sten Sture den äldre 1497. Slagen till riddare vid unionskungen Hans kröning som svensk kung 1497. Var lagman i Tiohärads lagsaga 1497-1505. Trolle flydde vid utbrottet vid 1501 års revolution från Bergkvara till Danmark och bosatte sig på sitt gods Lillö slott i Åsums socken. Han avled 1505 på Lillö slott i Åsums socken och begravdes i Lunds domkyrka.
Arvid Trolle var sin tids störste private jordägare i Norden, och ägde närmare tusen gårdar i Sverige. Han ärvde även över 475 danska gårdar i nordöstra Skåne när hans andras hustrus far, Ivar Axelsson (Tott), avled 1487. 
Trolle var en av unionens mest aktiva anhängare i Sverige och deltog på svenskt sida i nästan alla möten mellan företrädare från de tre kungarikernas riksråd. Under 1460-talet stödde han Karl Knutsson (Bonde), men efter äktenskapet med Brita Turesdotter (Bielke), dotter till Ture Turesson (Bielke), hade Trolle en klart unionsvänlig hållning.  

### Egendom
Trolle ägde Bergkvara, Bo och Lillö slott i Åsums socken.

### Familj
Trolle gifte sig första gången omkring 1459 med Kristina Jonsdotter (Gädda) (död före 1465), dotter till riksrådet Johan Gädda och Katarina Bengtsdotter Königsmarck. De fick tillsammans barnen lagmannen Erik Trolle (1460–1530) och Johan Trolle (Gädda) (död ung).
Trolle gifte sig andra gången 22 september 1466 i Nyköping med  Beata Ivarsdotter (Tott) (död 1487), dotter till riksrådet Ivar Axelsson (Tott) och Margareta Laxmand.  Beata Ivarsdotter var änka efter danske frälsemannen Truid Pedersen Galen. Trolle och Beata Ivarsdotter fick tillsammans barnen Anne Trolle (död 1473), Kristina Trolle (död ung), Elisabet Trolle, Margareta Trolle (1475–1502) som var gift med riksrådet Jens Holgersen Ulfstand, amiralen Joachim Trolle (1475–1546), Anna Trolle (1476–1532) som var gift med lagmannen Nils Bosson (Grip) i Östergötland, Ivar Trolle (död 1500), Birger Trolle och en dotter.
Trolle gifte sig tredje gången 23 september 1488 på Lagnö i Aspö socken med Brita Turesdotter (död 1513), dotter till riksrådet Ture Turesson (Bielke) och Ingegärd Körningsdotter. De fick tillsammans barnen riksrådet Ture Trolle som var gift med Magdalene Eriksdotter (Gyllenstierna) af Lundholm, Arvid Trolle (död 1542), Beata Trolle (död 1515) och Anna Trolle som var gift med danska riksrådet Axel Urup.